# Swinhoea vegetus
Swinhoea vegetus là một loài bướm đêm trong họ Noctuidae.